# Concerto pour violoncelle et instruments à vent
Pour les articles homonymes, voir Concerto pour violoncelle (homonymie).
Le Concerto pour violoncelle et instruments à vent est un concerto de Jacques Ibert composé en 1925 pour violoncelle et ensemble d'instruments à vent.

## Présentation
Le Concerto pour violoncelle et orchestre d'instruments à vent est composé par Ibert entre mai et août 1925, et créé par la violoncelliste Madeleine Monnier en soliste le 28 février 1926 aux Concerts Lamoureux, salle Gaveau, sous la direction de Paul Paray.
La partition est publiée par les éditions Heugel et dédiée à Roland-Manuel.
Jacques Ibert a également réalisé une réduction de l’œuvre pour violoncelle et piano.

## Instrumentation
Le concerto est écrit, en accompagnement du soliste, pour un dixtuor à vent :
| Instrumentation du Concerto pour violoncelle et instruments à vent                                      |
| Bois |
| 2 flûtes (dont 1 jouant piccolo), 2 hautbois, 2 clarinettes (dont 1 jouant clarinette basse), 2 bassons |
| Cuivres                                                                                                 |
| 1 cor en fa, 1 trompette en ut                                                                          |

## Structure
La pièce, d'une durée moyenne d'exécution de treize minutes environ, est composée de trois mouvements :
1. Pastorale – Allant
2. Romance – Souple
3. Gigue – Animé

## Analyse
Le premier mouvement est une pastorale qui évolue dans la tonalité de sol majeur, « vite brouillée ». L'exposition est construite autour de deux thèmes, « l'un bucolique, l'autre plus acide ». Le premier thème est utilisé pour le développement ainsi que pour la réexposition et la coda.
Le deuxième mouvement est une romance aux couleurs de café-concert, et s'ouvre sur une cantilène au violoncelle accompagnée de brèves formules rythmiques aux instruments à vent. Dans une seconde partie, l'instrument soliste « se livre à de pathétiques élans » dans une cadence, bientôt entrecoupée « d'un motif guilleret des vents, qui crée un amusant contraste. Une reprise variée du début se termine par une coda en forme de pirouette ».
Le troisième mouvement est une gigue constituée d'une « mosaïque de petites séquences pleines de fantaisie ». Une cadence de violoncelle se fait de nouveau entendre, qui amène « un tourbillonnant épisode conclusif, exploitant le motif principal, et qui termine l'ouvrage dans l'euphorie ».

## Discographie
- Jacques Ibert : œuvres pour vents, Henri Demarquette (violoncelle), Ensemble Initium, Clément Mao-Takacs (dir.), Timpani 1C1210, 2014.
- du Pré, avec le Concerto pour violoncelle de Dvořák, Jacqueline du Pré (violoncelle), Michael Krein Orchestra, Michael Krein (dir.), BBC Legends / BBC Music 4156-2, 2004.
- Made in Paris, avec la Sonatine pour instruments à vent, timbales et xylophone de Nicolas Tcherepnine, la Symphonie de chambre no 5 pour dixtuor à vent de Darius Milhaud et le Concertino pour violoncelle, instruments à vent, piano et percussion de Bohuslav Martinů, Jean Decroos (violoncelle), Holland Wind Players, Jeroen Weierink (dir.), Et'Cetera KTC 1191, 1998.

### Ouvrages généraux
- Rodney Winther, An Annotated Guide to Wind Chamber Music : For Six to Eighteen Players, Miami, Warner Bros Publications, coll. « Donald Hunsberger Wind Library », 2004, 439 p. (ISBN 0-7579-2401-8).
- François-René Tranchefort (dir.), Guide de la musique symphonique, Paris, Fayard, coll. « Les Indispensables de la musique », 1986, 896 p. (ISBN 2-213-01638-0).